# لورین توسان
لورِین توسان (انگلیسی: Lorraine Toussaint؛ زادهٔ ۴ آوریل ۱۹۶۰) یک تهیه‌کننده و هنرپیشه اهل ایالات متحده آمریکا و ترینیداد است.

## گزیدهٔ آثار

### سینما
- گلوریا (۲۰۲۰)
- سلما (۲۰۱۴)
- چشمانشان نظاره‌گر خدا بود (۲۰۰۵)
- سگ سیاه (۱۹۹۸)
- خسته (۱۹۹۸)
- نقطه بی‌بازگشت (۱۹۹۳)
- هادسون هاوک (۱۹۹۱)

### تلویزیون
- فوراور (۲۰۱۴ تا کنون)
- نارنجی همان سیاه است (۲۰۱۴)
- زندگی مخفی نوجوان آمریکایی (۲۰۱۲)
- آناتومی گری (۲۰۱۲)
- ان‌سی‌آی‌اس (۲۰۱۱)
- بخش فوریت‌های پزشکی (۲۰۰۸)
- نجات گریس (۲۰۱۰-۲۰۰۷)
- سی‌اس‌آی (۲۰۰۷–۲۰۰۶)
- بتی بی‌ریخته (۲۰۰۶)
- فریژر (۲۰۰۴)
- قانون و نظم (۱۹۹۴–۱۹۹۰ و ۲۰۰۳)
- پرورشگاهی‌ها (۲۰۱۳-اکنون)